# Прапор Сицилії
Прапор Сицилії — прапор, який використовується в італійському автономному регіоні Сицилія.
Вперше був прийнятий в 1282 році після подій Сицилійської вечірні в Палермо. Для прапора характерна наявність в центрі трискеліона (зображення трьох ніг, що виходять із загального центру), голови Медузи Горгони, а також трьох змій або трьох класів пшениці, також виходять з центру зображення. Три ноги символізують три крайні точки острова Сицилія. Тринакрія, інша назва трискеліона (від грецького слова trinacrios, що означає трикутник), є також першим назвою острова, даним йому в античний період греками, що вважали при відкритті острова, що він має трикутну форму. Кольори прапора позначають міста Палермо і Корлеоне, які заснували конфедерацію проти Анжуйського дому, який правив Сицилією.
У сучасному вигляді прапор прийнятий у 2000 році і використовується для позначення Сицилії як автономного регіону. Жінка, зображена на прапорі, в сучасному розумінні не асоціюється з Медузою Горгоною.
Під тією ж назвою відомий прапор, що використовувався під час арагонського періоду Сицилійського королівства. Існує ще один прапор, на якому зображений трискеліон — це прапор Острова Мен.